# 중국화평굴기
중국화평굴기(중국어: 中国和平崛起, 영어: China's peaceful rise, China's peaceful development)는 ‘평화롭게 우뚝 선다’는 뜻으로, 후진타오(胡錦濤) 집권 초기에 천명된 중국의 대외 전략이다. 2003년 당시 중앙당교 상무부장 정비젠(鄭必堅)에 의해 처음 소개되었으며, 핵심 내용은 경제 세계화에 적극 참여, 자주독립적인 발전 방법 채택, 영원히 패권을 추구하지 않을 것 등이다. 화평굴기를 새로운 외교 전략으로 내세웠는데 굴기라는 단어가 주변국에 위협으로 비치자 2004년 4월에 '화평발전(和平發展)'으로 바꿨다. 하지만, 시진핑이 주석으로 오른 이후로 국제외교상의 상식에 있는 언사들로 볼 수 없는 막말과 협박들이 기본 동반된 초(超)호전적인 전랑 외교로 전환하여 화평굴기는 완전히 유명무실(有名無實)화 되었다.

## 등장 배경
2003년 11월 3일, 불리는 보아오아시아포럼(博鰲亞洲論壇, Bo’ao Forum)에서 화평굴기라는 개념이 처음 소개되었다. '중국 화평굴기의 새로운 길과 아시아의 미래(中國和平崛起新道路和亞洲的未來)'라는 제목의 기조연설을 통해 정비젠(鄭必堅)이 제시했다.

## 쇠퇴
‘화평굴기’ 개념을 처음 제시한 정비젠은 이후에도 계속 ‘화평굴기’를 사용하고 더욱 체계화시켜나갔다. 하지만 2006년 5월 11일 <인민일보 해외판>에 발표한 「중미 양국의 교류, 상호보완, 협조 및 협력(中美兩國的交流互補協調合作)」이라는 글을 계기로 ‘화평굴기’ 개념을 더 이상 사용하지 않았다.

## 같이 보기
- 한한령
- 도광양회(韬光养晦)
- 분발유위(奮發有爲)
- 중국몽
- 팍스 시니카
- 일대일로(OBOR)